# Vaijapur
Vaijapur ist eine Stadt im indischen Bundesstaat Maharashtra.
Die Stadt ist Teil des Distrikts Aurangabad. Vaijapur hat den Status eines Municipal Council. Die Stadt ist in 21 Wards gegliedert. Sie hatte am Stichtag der Volkszählung 2011 insgesamt 41.296 Einwohner, von denen 21.243 Männer und 20.053 Frauen waren. Hindus bilden mit einem Anteil von über 64 % die größte Gruppe der Bevölkerung in der Stadt gefolgt von Muslimen mit über 24 %. Die Alphabetisierungsrate lag 2011 bei 83,90 % und damit deutlich über nationalen Durchschnitt.